# Воїншин Юхим Андрійович
Юхим Андрійович Воіншин (22 жовтня 1920, Черкаси — 10 січня 1982, Сміла) — радянський військовик, старший сержант. Герой Радянського Союзу. Командир гармати 616-го артилерійського полку (184-та стрілецька дивізія, 5-а армія, 3-й Білоруський фронт).

## Біографія
Народився 22 жовтня 1920 року в місті Черкаси в родині селянина. Росіянин. Член ВКП (б) / КПРС з 1951 року. У дитинстві разом з батьками переїхав до міста Сміла Черкаської області, потім — в Ташкент. Закінчив середню школу. Працював у Ташкенті.
Призваний до лав Червоної Армії Фрузенським районним військовим комісаріатом міста Ташкента у 1940 році. Учасник німецько-радянської війни з липня 1943 року.
18 липня 1944 року старший сержант Воіншин на плацдармі на річці Німан в районі на південь від міста Каунас (Литва) успішно відбивав ворожі контратаки. Обслуга підбила чотири танки.
Указом Президії Верховної Ради СРСР від 24 березня 1945 року за мужність, відвагу і героїзм, виявлені в боротьбі з німецько-фашистськими загарбниками, старшому сержанту Воіншину Юхиму Андрійовичу присвоєне звання Героя Радянського Союзу із врученням ордена Леніна і медалі «Золота Зірка» (№ 6167).
У складі 5-ї армії 1-го Далекосхідного фронту брав участь у розгромі японських мілітаристів в Маньчжурії.
Після війни демобілізований. Закінчив технікум харчової промисловості в Смілі, а в 1956 році Київський технологічний інститут. Жив у місті Сміла. Працював на інженерних посадах. Помер 10 січня 1982 року.

## Нагороди
Нагороджений орденом Леніна (24 березня 1945), двома орденами Червоної Зірки (30 січня 1945; 7 жовтня 1945), медаллю «За відвагу» (23 липня 1943), іншими медалями.